# 杜本崇
杜本崇（1858年—1931年），字喬生，湖南善化（今湖南省長沙市）人，清朝政治人物，進士出身。

## 生平
光緒十五年（1889年）己丑科二甲第一名進士，改翰林院庶吉士。光緒十六年四月，散館，授翰林院編修。光緒十九年，任福建副考官。光緒二十三年，任貴州副考官。光緒二十九年，任順天鄉試同考官、福建道監察御史。光緒三十一年，任河南道道員、京畿道道員、四川成都府知府。清亡，授徒自給，深研佛理，以遺逸終老。